# Église de Varpaisjärvi
L'église de Varpaisjärvi (finnois : Varpaisjärven kirkko) ou église de l'archange Michel est  une église luthérienne située à Varpaisjärvi en Finlande.

## Description
L'église style nationaliste romantique et Jugend est construite en 1904 selon les plans de l'architecte Josef Stenbäck. 
L'église est en granite gris, les voûtes sont en briques.
Lors de son inauguration elle est nommée église de l'archange Michel.
L'église a 1100 sièges et une surface de 390 m2. 
En 1936, la fabrique d'orgues de Kangasala a fourni l'orgue à 19+3 jeux.